# Meistaradeildin (1959)
W roku 1959 odbyła się 17. edycja Meistaradeildin (dziś zwanej Formuladeildin), czyli pierwszej ligi piłki nożnej archipelagu Wysp Owczych. Tytuł zdobył B36 Tórshavn, odbierając go zwycięzcy trzech poprzednich sezonów KÍ Klaksvík.
W rozgrywkach brało udział 5 zespołów.

## Uczestnicy
| Uczestnicy Meistaradeildin 1958                                                                               | Uczestnicy Meistaradeildin 1958 | Uczestnicy Meistaradeildin 1958 | Uczestnicy Meistaradeildin 1958 |
| --- | ------------------------------- | ------------------------------- | ------------------------------- |
| KÍ | KÍ Klaksvík                     | 1                               |                                 |
| HB | HB Tórshavn                     | 2                               |                                 |
| B36 | B36 Tórshavn                    | 3                               |                                 |
| TB | TB Tvøroyri                     | 4                               |                                 |
| VB | VB Vágur                        | 5                               |                                 |
| Oznaczenia: - kolumna pierwsza – skróty nazw drużyn, - kolumna trzecia – miejsce zajęte w poprzednim sezonie. |                                 |                                 |                                 |

## Rozgrywki

### Tabela
| Lp. | Drużyna          | M | Z | R | P | Bramki | Bramki | Różn. | Pkt | Uwagi |
| --- | ---------------- | - | - | - | - | ------ | ------ | ----- | --- | ----- |
| 1   | B36 Tórshavn (M) | 8 | 5 | 2 | 1 | 17     | 6      | +11   | 12  |       |
| 2   | HB Tórshavn      | 8 | 4 | 1 | 3 | 18     | 13     | +5    | 9   |       |
| 3   | KÍ Klaksvík      | 8 | 4 | 1 | 3 | 18     | 15     | +3    | 9   |       |
| 4   | TB Tvøroyri      | 8 | 3 | 0 | 5 | 20     | 24     | −4    | 6   |       |
| 5   | VB Vágur         | 8 | 2 | 0 | 6 | 17     | 32     | −15   | 4   |       |

### Wyniki spotkań
| Gospodarz \ Gość | B36 | HB  | KÍ  | TB  | VB   |
| B36 Tórshavn     |     | 2:3 | 1:1 | 4:0 | 4:01 |
| HB Tórshavn      | 0:0 |     | 0:3 | 4:3 | 8:1  |
| KÍ Klaksvík      | 0:1 | 2:0 |     | 5:2 | 3:1  |
| TB Tvøroyri      | 0:1 | 2:1 | 4:2 |     | 7:1  |
| VB Vágur         | 2:4 | 0:2 | 6:2 | 6:2 |      |

Aktualne na 14 marca 2015. Źródło: FaroeSoccer.com
Objaśnienia:
1Drużyna gospodarzy jest wymieniona po lewej stronie tabeli.
Kolory: zielony – zwycięstwo gospodarzy, żółty – remis, różowy – zwycięstwo gości.
Objaśnienia:
1. B36 Tórshavn zwyciężył walkowerem. Ponieważ VB Vágur nie wystawił na mecz pełnego składu, B36 przyznano zwycięstwo w wysokości najwyższego zwycięstwa uzyskanego wcześniej w lidze[1].
2. VB Vágur zwyciężył walkowerem. Ponieważ KÍ Klaksvík nie wystawił na mecz pełnego składu, VB przyznano zwycięstwo w wysokości najwyższego zwycięstwa uzyskanego wcześniej w lidze[2].